# Condado de Kiowa (Oklahoma)
El condado de Kiowa (en inglés: Kiowa County) es un condado del estado estadounidense de Oklahoma. En el año 2000 tenía una población de 10.227 habitantes con una densidad poblacional de 4 personas por km². La sede del condado es Hobart.

## Geografía
Según la Oficina del Censo, el condado tiene un área total de 2669 km² (1030,5 mi²), de la cual 2628 km² (1014,7 mi²) es tierra y 41 km² (15,8 mi²) es agua.

## Demografía
En fecha censo de 2000, había 10.227 personas, 4.208 hogares, y 2.815 familias que residían en el condado.
En el 2000 la renta per cápita promedia del condado era de $ 26,053 y el ingreso promedio para una familia era de $34,654. El ingreso per cápita para el condado era de $14,231. En 2000 los hombres tenían un ingreso per cápita de $25,552 frente a $19,497 para las mujeres. Alrededor del 19.30% de la población estaba bajo el umbral de pobreza nacional.

## Condados adyacentes
- Condado de Washita (norte)
- Condado de Caddo (este)
- Condado de Comanche (sureste)
- Condado de Tillman (sur)
- Condado de Jackson (suroeste)
- Condado de Greer (oeste)

## Ciudades y pueblos
- Cooperton
- Gotebo
- Hobart
- Lone Wolf
- Mountain Park
- Mountain View
- Roosevelt
- Snyder

## Mayores autopistas
- U.S. Highway 62
- U.S. Highway 183
- Carretera 9
- Carretera 19
- Carretera 44